# Новіна (Нижньосілезьке воєводство)
Новіна (пол. Nowina) — село в Польщі, у гміні Зембіце, Зомбковицького повіту Нижньосілезького воєводства.
Населення — 67 осіб (2011).
У 1975-1998 роках село належало до Валбжиського воєводства.

## Демографія
Демографічна структура станом на 31 березня 2011 року:
|          | Загалом | Допрацездатний вік | Працездатний вік | Постпрацездатний вік |
| -------- | ------- | ------------------ | ---------------- | -------------------- |
| Чоловіки | 36      | 6                  | 26               | 4                    |
| Жінки    | 31      | 4                  | 19               | 8                    |
| Разом    | 67      | 10                 | 45               | 12                   |